# 加治木くも合戦

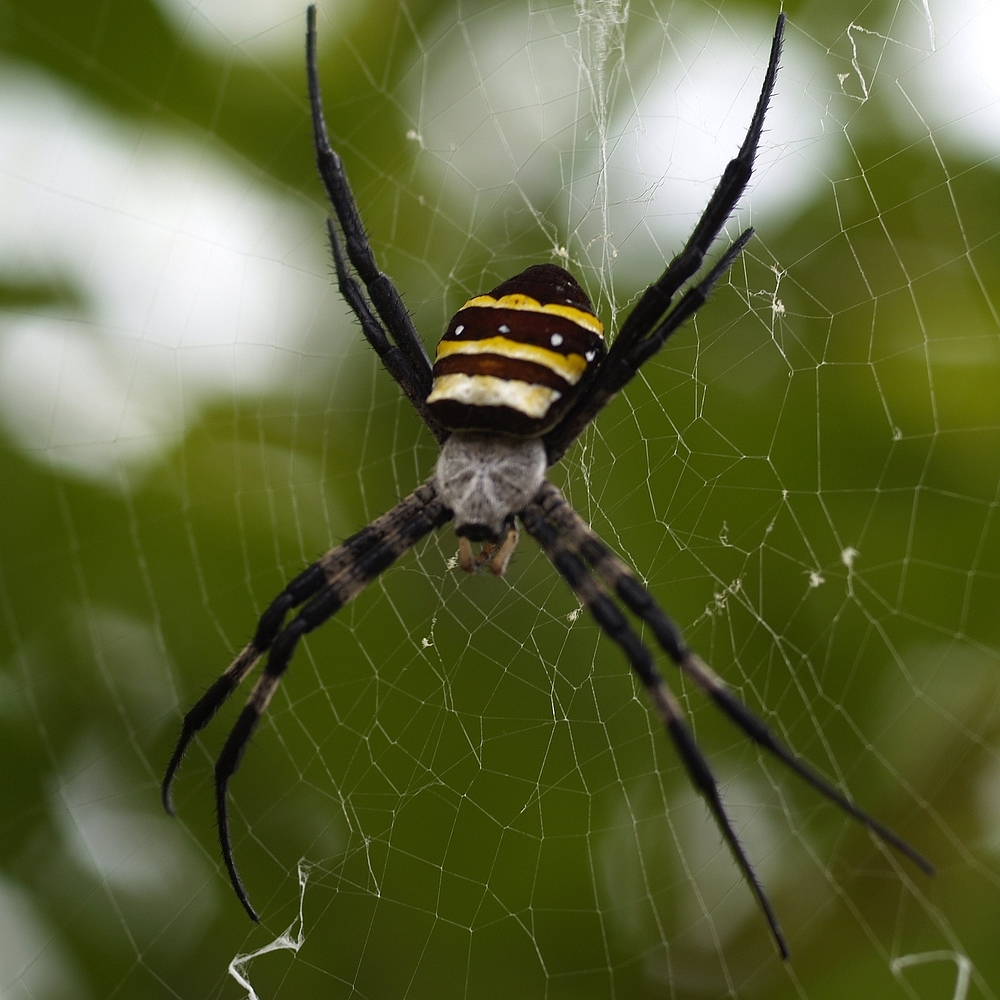
コガネグモ

加治木くも合戦（かじきくもがっせん）は、鹿児島県姶良市加治木町において毎年6月の第3日曜日に開催されるコガネグモ同士を戦わせる伝統的な昆虫相撲の競技である。

## 競技内容
高さ1.5メートルの竿の上端から水平に張り出した横棒がクモ合戦の舞台となる。横棒は太さ1センチメートル、長さ45-60センチメートルの竹が使われており「ひもし」と呼ばれる。まず、横棒の先端に「かまえ」と呼ばれるクモを待機させる。次に横棒の竿側に「仕掛け」と呼ばれるクモを待機させる。両者が糸を棒に付けた後に仕掛けのクモを追い立てて開戦となり、裃と袴を着けた行司が戦いを取り仕切る。
以下の技を決めたクモが勝者となる。
- 相手の尻に糸を掛ける。
- 相手の尻に噛みつく。
- 相手を棒から落とす。
- 棒からぶら下がった相手の糸を切る。

互いに戦意がなければ引き分けとなることもある。

## クモの飼育
合戦に参加するコガネグモは全て雌であり、大会の1か月前に主として薩摩半島南部や大隅半島南部で採集される。参加者1人あたり100匹前後のクモを採集し、自宅の庭、小屋、あるいは屋内に巣を張らせて飼育する。餌としてハエやカナブンなどが与えられ、大会10日前に10匹前後のクモが選出される。脚が長く、産卵直後のクモが強いとされている。大会の3日前から餌を与えず、当日は網袋に入れて会場まで運ばれる。
強いクモが採集できる場所は各参加者の秘密とされることが多く、飼育方法にも様々なノウハウがあるといわれる。コガネグモは現地では「ヤマコッ」と呼ばれており、クモ合戦に熱中する人は「ヤマコッキッゲ」と呼ばれる。

## 歴史
一般には、1592年（文禄元年）の文禄・慶長の役に際して島津義弘が兵士の士気を高めるために始めたとされている。しかしながら、このことを記述した古い文献は見つかっておらず、1925年（大正14年）6月27日の鹿児島新聞（後の南日本新聞）による記述が最初のものである。
クモ合戦の風習は子供たちの遊技としてフィリピン、タイ、マレーシア、中国、韓国にもあるとされているが、定かなのはフィリピンのものである。日本においては九州、四国、中国地方を中心として南西諸島から房総半島や佐渡島に至る海岸沿いに伝えられてきた。鹿児島県においても古くからクモ合戦が行われていたと考えられている。しかしながら日本国内各地におけるクモ合戦の風習は第二次世界大戦以降急速に衰退した。
なお関東地方では、コガネグモではなく、ハエトリグモの一種ネコハエトリ（en:Carrhotus xanthogramma）のオス同士を戦わせる遊びが現在も残っており、神奈川県横浜市ではホンチ、千葉県富津市ではフンチという。横浜市の「ホンチ」は、2019年（令和元年）に市の地域無形民俗文化財に登録され、伝統文化継承の試みがなされている。
加治木町のクモ合戦は特に盛んであり、子供たちだけでなく大人たちの間でも行われていた。クモ合戦の大会は大正から昭和初期にかけて加治木町港町の加治木座と呼ばれる劇場で毎年5月5日 (旧暦)に開催されていた。第二次世界大戦のために、1944年（昭和19年）と1945年（昭和20年）は中断されたものの、1946年（昭和21年）には加治木町菅原神社で再開された。会場は後に加治木町福祉センターに移され、開催日も毎年6月の第3日曜日に変更されている。

### 保存活動
1991年（平成3年）8月に加治木町くも合戦保存会が設立され、1996年（平成8年）に選択無形民俗文化財に選択された。2018年には日本ユネスコ協会連盟の「プロジェクト未来遺産」に登録された。

### 存続問題
加治木くも合戦は旧加治木町の時代には旧加治木町観光協会の主催事業で、1991年の加治木町くも合戦保存会結成後は同協会から助成を受ける形で運営されていた。
市町村合併後の2020年に観光協会が一般社団法人化したが、くも合戦保存会の事務は担えないと保存会に伝達し、同時期に事務局のあった加治木地域振興課も廃止された。2021年8月、人手不足や業務を行政が担うのはおかしいとの外部指摘があったとして、姶良市も従来のように事務局を継続できないと保存会に伝達した。コロナ禍で大会が中止された2020年（令和2年）からの3年間は姶良市商工観光課が事務を引き受ける形になっていた。2023年（令和5年）にコロナ明けの大会開催をめぐり再度問題が浮上し、保存会では金銭も人材も不足しているとして市に事務局体制の維持を求めた。
その後、姶良市は事務局を当面担うと回答し、2023年6月18日に4年ぶりとなる大会が開催された。